# Domanin (Kępno)
Pour l’article homonyme, voir Domanin (Koło).
Domanin est une localité polonaise de la gmina et du powiat de Kępno en voïvodie de Grande-Pologne.